# ۲۴ ذی‌القعده
۲۴ ذیقعده، بیست و چهارمین روز از ماه ذیقعده در تقویم هجری قمری است.
در تقویم هجری قمری قراردادی این روز سیصد و نوزدهمین روز سال است.

## وقایع
- حرکت امام رضا از مدینه به خراسان محل حکومت مأمون عباسی (۲۰۰ ق)
- قتل «حسین بن منصورحلاّج» عارف و زاهد شهیر مسلمان (۳۰۹ ق)
- مرگ «مظفرالدین شاه قاجار» پنجمین پادشاه سلسلهٔ قاجاریه در تهران(۱۳۲۴ ق)

## زادگان
رضا عابدی پژوهشگر

## درگذشتگان
- ۱۳۶۲ - امین فهد معلوف، پزشک نظامی، دانشمند علوم طبیعی و زبان‌شناس لبنانی.
- قتل «حسین بن منصورحلاّج» عارف و زاهد شهیر مسلمان (۳۰۹ ق)
- «ملامحمد شریف مازندرانی» عالم فقیه معروف به «شریف العلماء» (۱۲۴۶ق)
- «محمد حسن اصفهانی» معروف به «صفی علیشاه» (۱۳۱۶ق)
- «مظفرالدین شاه قاجار» پنجمین پادشاه سلسلهٔ قاجاریه در تهران(۱۳۲۴ ق)
- آیت الله محمد صالح علامه حائری مازندرانی، از اعاظم روحانیون و مقیم سمنان (۱۳۹۱ق)